# Pedro Antonio Muñoz Casayús
Pedro Antonio Muñoz Casayús (nacido en 1903 en Zaragoza) fue un jurista y político español.

## Reseña biográfica
Cursó el Bachillerato en el Colegio de los Jesuitas de Zaragoza.
En 1924 se licenció en la Facultad de Derecho de la Universidad de Zaragoza, donde posteriormente se doctoró. Fue pasante en el despacho de Emilio Laguna Azorín. En 1930 fue alumno pensionado en Suiza y Alemania.
Entre 1928 y 1932 fue profesor Ayudante de la Facultad de Derecho de la Universidad de Zaragoza en la Cátedra de Economía Política y Hacienda Pública.
Entre 1932 y 1945 fue profesor Auxiliar en la Escuela de Peritos Industriales.
Entre 1943 y 1959 fue Secretario de la Facultad de Derecho.
En 1946 fue nombrado Catedrático numerario de Legislación Mercantil Comparada de la Escuela de Comercio, y en 1956 de la Cátedra de Economía,.
Tras la trasformación de la Escuela de Comercio en Escuela Universitaria de Estudios Empresariales, ocupó la Cátedra de Economía desde 1971.
Desde 1930 fue profesor Auxiliar de Economía de la Escuela Social de Zaragoza  y profesor titular de Mutualidad y Cooperación de la misma escuela hasta 1970.
Secretario de la Escuela Social (1930).
Entre 1930 y 1933 fue Pensionado por la Universidad de Zaragoza en Francia, Alemania, Suiza.
Desde 1945 fue profesor Auxiliar de Economía y Legislación de la Escuela de Peritos Industriales de Zaragoza.
Fue Vicesecretario de Ordenación Económica de la Delegación Provincial de Sindicatos de Zaragoza (1941).
De 1942 a 1967 fue Jefe provincial de la Obra de Cooperación.
Del 30 de enero de 1954 al 13 de marzo de 1954 fue Presidente de la Diputación Provincial de Zaragoza.
Entre 1961 y 1963 presidió la Delegación española en las reuniones de Oslo e Interlaken para el estudio de la Formación Profesional.
Fue Concejal y Teniente de Alcalde del Ayuntamiento de Zaragoza.
Falleció en 1991.

## Condecoraciones
- Medalla al Mérito en el Trabajo.[1]

| Predecesor: Francisco Caballero Ibáñez | Presidente de la Diputación Provincial de Zaragoza 30 de enero de 1954 - 13 de marzo de 1954 | Sucesor: Antonio Zubiri Vidal |